# Nigel (personagem)
Cocks "Nigel" Cockatoo mais conhecido como Nigel é um personagem fictício, que apareceu pela primeira vez no filme Rio lançado em 2011, depois no segundo filme Rio 2 lançado em 2014, é o principal antagonista de ambos o filmes.

## Espécie
Nigel é uma Cacatua-de-crista-amarela. são aves comumente encontradas na Ilhas Molucas, Austrália e na Nova Guiné. Na natureza, alimenta-se de frutas, sementes, grãos secos e até mesmo de insetos. Em cativeiro, recomenda-se oferecer frutas, sementes e grãos, legumes e ração comercial específica.
Sua plumagem é branca, destacando-se a crista de cor amarelada. As pernas, bico e olhos são pretos. Uma das características mais marcantes é sua exuberante crista que é erguida ou abaixada quando a ave está excitada ou alarmada.
Na maioria dos casos é possível diferenciar o sexo dessa espécie pela cor da íris dos olhos, sendo que a fêmea tem a íris de cor castanho e o macho, preta. Sofrem com captura ilegal em algumas áreas. 
A partir dos 4 anos de vida já se encontram maduras para a procriação. A fêmea põe de 2 a 3 ovos que ela e o macho chocam, alternadamente, durante 26 a 30 dias. O filhote dá seu primeiro vôo após 6 a 9 semanas.

## Historia
Rio
Nigel foi visto pela primeira vez como um "paciente" no aviário do Tulio. Ele então se junta a Fernando para que ele pudesse roubar Blu e Jade e trazê-los para o esconderijo de Marcel. Quando Jade tentou escapar, Nigel a prendeu e levou de volta para a gaiola. Depois que Blu e Jade foram presos, Nigel veio a eles, explicando suas motivações com a canção " Pretty Bird ".
Mais tarde, Nigel ouviu os passaros escaparem, e tentou detê-los. A perseguição o levou em favelas do Rio de Janeiro, onde este colidiu com um transformador elétrico, percorrendo toda a cidade do Rio. Tempos depois consegue capturar as araras, e coloca-las em um avião, Nigel é empurrado do avião. Depois, Nigel foi mostrado tendo sobrevivido, mas tinha perdido a maior parte de suas penas e é humilhado por um "photo finish", de Mauro como retorno para seu abuso contra ele e os sagüis anteriores.
Rio 2
Nigel encontra um sapo venenoso chamado Gabi e um tamanduá chamado Carlitos.
Apesar de ter perdido a maior parte de suas penas, vestindo uma jaqueta estilo Elizabethiano e agora voa como uma galinha, nosso vilão favorito, a cacatua, está de volta. Encontramos em um mercado na Amazônia onde está relegado prevendo o futuro para os turistas. Mas o público é sempre uma audiência e Nigel sobe ao palco com o charme de Shakespeare. De qualquer forma, assim que ele vê Blu e sua família voar sobre sua cabeça, Nigel encontra uma nova razão para viver, se vingar daqueles pássaros azuis culpados pela sua miséria.